# ولادیمیر نیکولایویچ لوبوف
ولادیمیر نیکولایویچ لوبوف (انگلیسی: Vladimir Lobov؛ زادهٔ ۲۲ ژوئیهٔ ۱۹۳۵) فرمانده نظامی اهل اتحاد جماهیر شوروی سوسیالیستی است. وی برندهٔ جوایزی همچون نشان دوستی و نشان پرچم سرخ شده‌است.